# Zalesie (gmina Przedecz)
Zalesie – wieś w Polsce, położona w województwie wielkopolskim, w powiecie kolskim, w gminie Przedecz.
| SIMC    | Nazwa       | Rodzaj    |
| ------- | ----------- | --------- |
| 0292400 | Duży Koniec | część wsi |
| 0292416 | Mały Koniec | część wsi |
| 0292422 | Na Polu     | część wsi |
| 0292439 | Posada      | część wsi |

Wieś królewska położona w II połowie XVI wieku w powiecie przedeckim województwa brzeskokujawskiego, należała do starostwa przedeckiego. W latach 1975–1998 wieś należała administracyjnie do województwa konińskiego.